# سردارزهی
سردارزهی به سردارها یا حاکمان در استان سیستان و بلوچستان در جنوب شرق ایران، اطلاق می‌شد. سردارزهی‌ها در اصل از دودمان جدگال بودند. جدگال‌ها ادعا می‌کردند از سند به بلوچستان مهاجرت کرده‌اند.